# Домашна коза
Домашната коза (Capra Domesticus) е чифтокопитен бозайник от род Кози. За неин пряк предшественик се смята дивият Безоаров козел (Capra aegagrus), срещан и до днес в планините на Предна Азия, като дивите козли от остров Крит и съседните средиземноморски острови напоследък се определят като вторично подивели домашни кози, отколкото като типични безоарови козли с див местен произход, както се смяташе до неотдавна.

## Физически характеристики
Окраската на домашната коза варира от чисто бяло до черно, рогата ѝ също могат да бъдат с различна форма, прави, спираловидни или извити назад.

## Разпространение
Среща се навсякъде в България

## Начин на живот и хранене
Домашните кози предпочитат листата на храсти и дървета, но се хранят и със сено, житни култури и гранулирани храни. Живеят около 15 г.

## Размножаване
Домашната коза ражда от 1 до 4 малки ярета.
Отглеждат се заради млякото, месото и кожата си, а някои породи и заради козината или вълната си.

## Влакно
Козината на домашната коза е основна суровина за изработка на мутафчийски плат. Тя е относително груба и много здрава, което я прави подходяща за чували, торби и черги.
Кашмир (кашмирената вълна) е фино и меко влакно, което се добива от кашмирската коза, произхождаща от централна Азия. Влакното е познато в Европа от 17 век. Диаметърът му варира, но в Китай – най-големият съвременен производител на Кашмир – е средно 14 микрона в диаметър. Добивът на вълна при китайските кашмирени кози е 250 – 500 грама на животно – многократно по-малко от овцете, при които добивът е 1 – 5 кг вълна на животно. 
Мохер се добива от ангорската коза – порода, произхождаща от Турция и чието име е идва от турската столица, Анкара. Влакното е грубо (средно 30 микрона в диаметър, два пъти по-дебело от кашмира), дълго и лъскаво. Понеже е устойчиво на износване и мръсотия, е подходящо за тапицерии, но се използва също и за дрехи. Козите обикновено се стрижат два пъти в годината, когато влакното достигне 12 см и средният добив на животно е 2.7 кг. 
Домашните кози се отглеждат и като домашни любимци. Известна коза домашен любимец е Есмералда на художника Пабло Пикасо, която той увековечава на множество скици, рисувани керамични чинии, както и бронзова статуетка, която днес е изложена в Музея „Пикасо“ в Париж.
1. ↑  Ryder, M.L., 1993. The use of goat hair: an introductory historical review, Anthropozoologica 17, 41 – 43.
2. ↑  Ryder, M.L., 1993. The use of goat hair: an introductory historical review, Anthropozoologica 17, 43 – 45.
3. ↑  ((en)) Информация за творбите на Пикасо, вдъхновени от козата Есмералда Архив на оригинала от 2007-09-27 в Wayback Machine., Ledor Fine Art